# Roodokselkoevogel
De roodokselkoevogel (Molothrus rufoaxillaris) is een zangvogel uit de familie Troepialen (Icteridae).

## Verspreiding en leefgebied
Deze soort komt voor van oostelijk Bolivia tot Paraguay, zuidelijk Brazilië, Uruguay en noordelijk Argentinië.